# Harmaquis
O neter Harmaquis (em egípcio: Hor-em-achet; romaniz.: Harmakhis; lit. "Hórus do horizonte") era a personificação do sol nascente e era associado a Quepri simbolizando a ressurreição e a vida eterna. Era representado como um homem com cabeça de falcão usando uma variedade de coroas ou como um leão com cabeça de falcão ou ainda um leão com cabeça de carneiro. Mas sua representação mais famosa era a Esfinge de Gizé, um enorme leão com cabeça de homem usando o toucado real e o ureu. Harmaquis, além de ser um deus do sol ao lado de Hórus, era também um grande depositório da profundo sabedoria divina.
Reza a lenda que o jovem príncipe Tutemés IV, certa vez enquanto caçava, adormeceu à sombra de um monte feito de areia do deserto. Ele sonhou com a Grande esfinge que lhe disse: 
"Contemple-me, meu filho Tutemés, eu sou teu pai Harmaquis-Atum-Quepri. Dar-te-ei a realeza sobre a Terra como cabeça dos seres vivos; tu levarás a coroa branca e a coroa vermelha sobre o trono de Geb, príncipe dos deuses. É aqui, que agora, a areia do deserto me atormenta, a areia por cima da qual eu estava em outro tempo. Ocupa-te de mim, para que possais realizar tudo que desejo. Eu sei que tu és meu filho e meu protetor."
Então, ao despertar, ele ordenou que fosse retirada a areia daquele local e descobriu a Grande Esfinge de Gizé que ali estava enterrada e percebeu que havia adormecido entre suas grandes patas.